# Kleren maken de man
 Kleren maken de man  is een Nederlandse zwart-witfilm uit 1957 van Georg Jacoby met in de hoofdrollen Kees Brusse en Andrea Domburg.
Het scenario van de film is gebaseerd op een idee van de Oostenrijkse schrijver Hans Gustl Kernmayer. Kleren maken de man flopte in de bioscopen. De film bracht 160.000 gulden (ca. 72.000 euro) op, maar had 400.000 gulden (ca. 180.000 euro) gekost. Er kwamen 361.983 bezoekers. Op 21 december 1978 ging de film in bioscoop Desmet in Amsterdam opnieuw in roulatie.

## Verhaal
Een verzekeringsagent wordt onverwachts bij een trouwpartij gehaald en moet snel een rokkostuum huren. Hij weet niet dat het dure rokkostuum is gestolen bij een Nederlandse gezant en is doorverkocht aan een opkoper. Een privédetective is intussen op zoek naar het kledingstuk. Als de verzekeringsagent terug is van de bruiloft wil hij het rokkostuum terugbrengen, maar de opkoper/verhuurder heeft zijn bedrijf voor een paar dagen gesloten. Dit vormt een probleem voor de verzekeringsagent want zijn kleren liggen nog bij het verhuurbedrijf. Gedwongen om in het rokkostuum te blijven rondlopen, merkt hij dat iedereen zo zijn eigen ideeën heeft over kleding en de man die deze draagt. Hij wordt aangezien voor kelner, belandt in een cabaretvoorstelling waar hij iemand moet vervangen, beleeft een amoureus avontuur als zwerver, en uiteindelijk komt hij midden in een motorcross terecht.

## Rolverdeling
| Acteur                | Personage         |
| --------------------- | ----------------- |
| Kees Brusse           | verzekeringsagent |
| Andrea Domburg        | zijn ex-vriendin  |
| Mimi Boesnach         | burgerjuffrouw    |
| Johan Kaart           | speurder          |
| Annet Nieuwenhuijzen  | Ellen             |
| Rijk de Gooyer        | Peter             |
| Hans Tiemeijer        |                   |
| Guus Oster            |                   |
| Jan Retèl             |                   |
| Cruys Voorbergh       |                   |
| Cees Laseur           |                   |
| Leo de Hartogh        |                   |
| Bernhard Droog        |                   |
| Chris Baay            |                   |
| Dick Bos              |                   |
| Beer Bossu            |                   |
| Steye van Brandenberg |                   |
| Gerard Doting         |                   |
| Gé Frankhuizen        |                   |
| Piet Hendriks         |                   |
| Mya Horna             |                   |
| Nell Koppen           |                   |
| Rita Maréchal         |                   |
| Theo de Neff          |                   |
| Jan Tromp             |                   |
| Jo Vischer sr.        |                   |
| Marjo de Vries        |                   |

## Achtergrond
In de jaren vijftig stelde de Nederlandse speelfilm nog niet veel voor. Nederlandse filmers hielden zich voornamelijk bezig met documentaires, en speelfilms waren schaars. In 1956 werd het Productiefonds voor Nederlandse Films opgericht met als doel de Nederlandse speelfilmindustrie te bevorderen. De tweede film die het fonds ondersteunde was deze klucht van de Duitse regisseur Georg Jacoby. Het idee voor de film was afkomstig van de Oostenrijkse schrijver Hans Gustl Kernmayer. George Sluizer bewerkte het idee tot een scenario, waarvoor Alexander Pola de dialogen schreef. Er werd onder andere gefilmd in het raadhuis van Hilversum op het Circuit van Zandvoort, en in Theater Carré te Amsterdam. Actrice Andrea Domburg maakte haar filmdebuut.

## Muziek
De muziek werd gecomponeerd door Dolf van der Linden en uitgevoerd door het Metropole Orkest en een kwartet onder leiding van Peter Van Wood. In de film zitten de liedjes Kleren maken de man en Ober

## Ontvangst
De pers was verdeeld over de film. De kritieken varieerden van: van 'goed amusement' (De Telegraaf) tot 'kleinburgerlijke mufheid' (De Groene Amsterdammer). Ook was er het naziverleden van regisseur Jacoby. Het bioscooppubliek liep in ieder geval niet warm en de film flopte. Naar aanleiding van het mislukken van de film in de bioscoop publiceerden zeven Nederlandse filmcritici een gezamenlijk manifest in het tijdschrift Filmforum (nummer 10-oktober 1957), waarin zij de Nederlandse producenten van speelfilms opriepen om voorlopig geen Nederlandse speelfilms meer te produceren, omdat 'dit toch maar op niets zou uitlopen'. Zij wilden slechts één uitzondering tolereren: documentaires mochten wel. De open brief aan de Nederlandse producenten werd ondertekend door Jan Blokker, Charles Boost, A. van Domburg, Han G. Hoekstra, Anton Koolhaas, Hendrik-Jan Oolbekkink en Henk Wielek. Vier ondertekenaars van het manifest trokken zich na protesten terug (Blokker, Hoekstra, Koolhaas en Oolbekkink).
1896-1909 · 1910-19 · 1920-29 · 1930-39 · 1940-49 · 1950-59 · 1960-69 · 1970-79 · 1980-89 · 1990-99 · 2000-09 · 2010-19
· 2020-29